# Калійні добрива
Калійні добрива — речовини, які використовують для живлення сільськогосподарських рослин, основним поживним елементом яких є калій. Вміст калію в рослинах коливається від 0,4 до 6% сухої речовини і дуже багато його в бобових, буряках, картоплі, соняшнику, гречці. Джерелом калію для рослин є калій ґрунтів або калійні добрива.
Калійні добрива виробляють з калійних агроруд: сильвін (KCl), сильвініт, карналіт, каїніт, лангбейніт (K2SO4•2MgSO4), шеніт (K2SO4•MgSO4•6H2O), полігаліт, глауконіт, глазерит.
Найважливішими калійними добривами є хлорид калію (KCl) і сульфат калію (K2SO4), а також калімагнезія (K2SO4•MgSO4), які одержують шляхом переробки мінералів — сильвініту (KCl • NaCl), каїніту (KCl • MgSO4 • 3H2O) і карналіту (KCl • MgCl2 • 6H2O).
Хлорид калію (52,4–61,9 % К2О) застосовують під культури, не чутливі до хлору у ґрунті: зернові культури, бавовна, цукрові буряки, конопля; неефективно вносити під картоплю, гречку, конюшину, плодові та цитрусові, — так як хлор знижує якість продукції. На суглинкових ґрунтах хлорид калію вносять восени, щоб за осінньо-зимовий період хлор вимився з верхньої частини ґрунту і це б дало змогу запобігти негативній дії хлору.
Як калійні добрива використовують також сирі подрібнені (сиромолоті) мінерали сильвініт і каїніт та концентровані продукти виготовлені з калійних руд: сильвіну, сильвініту, карналіту, каїніту, глауконіту.
Стебницьке (Львівська область) і Калусько-Голинське родовища є головними родовищами Прикарпатського родовища калійних солей. Стебницький ДГХП «Полімінерал» випускав калімагнезію, а Калуський — хлорид калію і добриво під назвою калушит (K2SO4•Ca2SO4•H2O і домішки із вмістом К2О до 29 %)

## Найбільші світові виробники калійних добрив (2021 рік)
| Рейтинг | Країна        | Виробництво, млн тонн |
| 1       | Канада        | 14                    |
| 2       | Росія         | 7,6                   |
| 3       | Білорусь      | 7,3                   |
| 4       | Китай         | 5                     |
| 5       | Німеччина     | 3                     |
| 6       | Ізраїль       | 2                     |
| 7       | Йордан        | 1,5                   |
| 8       | Чилі          | 0,9                   |
| 9       | Іспанія і США | 0,47                  |
| 10      | Лаос          | 0,4                   |

За оцінками Геологічної служби США, світове річне виробництво калію досягло 43 млн тонн у 2020 році.